# Mário Lemos Pires
Mário Lemos Pires CvA (Lamego, 30 de junho de 1931 - Lisboa, 22 de maio de 2009) foi um major-general do Exército português com os cursos de estado-maior dos exércitos de Portugal e dos Estados Unidos da América e de defesa do Colégio de Defesa da NATO e do Instituto da Defesa Nacional. Notabilizou-se por ter sido o último governador do Timor português, tendo governado aquela província ultramarina desde 8 de novembro de 1974 até 27 de novembro de 1975, embora a administração se tenha visto forçada a deslocar-se para a ilha de Ataúro nos últimos três meses em consequência do golpe liderado pela UDT de agosto de 1975. Após a partida de Mário Lemos Pires (então coronel) para Lisboa no dia 23 de setembro de 1975, o território de Timor-Leste foi invadido e ocupado pela Indonésia a 7 de dezembro de 1975, situação que se manteve até 15 de setembro de 1999, quando o Conselho de Segurança das Nações Unidas decidiu votar pela Força Internacional para o Timor-Leste, o INTERFET, que pôs fim à ocupação selvática da Indonésia sobre Timor-Leste. 

## Biografia
Fixou-se em Lisboa aos 18 anos, tendo frequentado o curso de Infantaria da Academia Militar em 1951 e tirou os cursos de instrutor de esgrima e mestre de educação física na Centro Militar de Educação Física e Desporto, em Mafra, entre 1958-1959, possui o diploma de Professor de esqui-escala, para o que frequentou a Escola Militar de Montanha (Escuela Militar de Montaña) do Exército Espanhol, entre 1957-1959.    
Esteve na Argélia, então uma colónia francesa, onde estudou com os militares franceses técnicas de contraguerrilha. 
Foi instrutor e um dos fundadores do Centro de Tropas de Operações Especiais, em Lamego, entre 1960-1961.
Esteve seguidamente em Angola, onde integrado no Batalhão n.° 114 participou no início da guerra colonial. 
Como oficial de infantaria, foi professor de educação física militar e instrutor na Centro Militar de Educação Física e Desporto, em Mafra. 
Frequentou o curso de Estado-Maior, entre 1963 e 1966 e passou a Professor de Cursos de Estado-Maior no Instituto de Altos Estudos Militares. 
A 2 de junho de 1970 foi feito Cavaleiro da Ordem Militar de Avis.
Frequentou o curso de comando e de Estado Maior do Exército dos EUA em Forte Leavenworth, Kansas, entre 1972 e 1973, tendo sido o aluno mais classificado em táctica, aonde recebeu o mérito militar (military merit), também conhecida "The Purple Heart", em 1974, do Exército dos EUA pelo seu desempenho no curso de Estado Maior. Aliás, segundo António Pinto Barbedo de Magalhães, que foi membro do Grupo Coordenador para a Reformulação do Ensino em Timor (GCRET), em 1975, o coronel "Lemos Pires conseguiu, durante algum tempo, acalmar os generais indonésios".
Em 1973 e 1974 foi secretário do Instituto de Altos Estudos do Ministério da Defesa Nacional.
Exerceu funções de delegado da Junta de Salvação Nacional no Ministério da Administração Interna até a formação do I governo provisório.

Então com o posto de coronel, Mário Lemos Pires assumiu o cargo de governador e comandante-chefe da província ultramarina de Timor português a 13 de novembro de 1974. No discurso proferido pelo ministro da Coordenação Interterritorial (ex-Ultramar), que teve a presença do presidente da República, general Costa Gomes e do primeiro-ministro, general Vasco Gonçalves, ele disse:
"Acabam V. Exas., Senhores Governadores, de assumir pesadas responsabilidades. O sentido agudo do cumprimento do dever, tão próprio da vossa formação militar, não diminui o mérito da vossa determinação e coragem. A partir deste momento, cabe a V. Exas. a honrosa e difícil missão de mais altos responsáveis, ao nível dos respetivos territórios, pela execução local do processo de descolonização definido pelos órgãos de soberania da República".
Em 26 de agosto de 1975, face ao desencadear de uma guerra civil entre partidos timorenses a UDT e a Fretilin, ordenou a retirada da administração portuguesa para a ilha de Ataúro, ao largo de Díli. Pouco depois partia para Lisboa, deixando como Encarregado do Governo o tenente-coronel José Ângelo Teixeira de Magalhães, que era o Comandante Territorial Independente de Timor (CTIT) e já exercerá desde o dia 30 de outubro de 1974 o cargo de Encarregado do Governo em diversas ocasiões, sempre que o governador de Timor-Leste, coronel Mário Lemos Pires tinha que deixar o seu posto. No dia 24 a 30 de outubro de 1975, o governador de Timor-Leste vai a Camberra "para esclarecer-se da posição da Austrália e para entrar em contacto com Lisboa (a nossa embaixada era a única forma de ligação reservada com Portugal), e, dando conta da situação (Doc. 6.35), solicita autorização para vir a Lisboa, onde chega a 31 de outubro". Segundo ele "[j]á não tornaria mais a terra de Timor, pois a precipitação dos acontecimentos no final de novembro, princípios de dezembro, viria a desaconselhar o meu regresso à ilha".
Em 19 de setembro de 1975, assume o cargo de chefe de gabinete do ministro da Defesa Nacional, Almirante Pinheiro de Azevedo, no VI governo provisório. No dia 7 de dezembro de 1975 iniciou-se a invasão indonésia da colónia.
Confirmada a impossibilidade de regresso ao seu posto, Mário Lemos Pires foi exonerado do cargo de Governador de Timor-Leste em 26 de abril de 1976, mas fez um despacho em 24 de abril de 1976: "Deixando de exercer às funções de Governador, a partir dia dia 26 de abril de 1976, presto a minha homenagem às vítimas inocentes do povo de Timor, que a ambição e loucura dos homens provocaram. Servidor dedicado de Timor, que conservarei no coração, com trago amargo, por não ter conseguido evitar a guerra e o ódio pela política gerados, faço votos ardentes para que a curto prazo se obtenha uma solução que sirva e respeite o seu povo e preserve os laços de amizade e cultura com o povo português, na continuidade de quatro séculos de convivência". Foi assim o último governador do Timor português ou Timor-Leste.
Ficará como chefe de gabinete do ministro da Defesa Nacional até o dia 23 de junho de 1976. Foi comandante do Centro de Tropas de Operações Especiais em Lamego, e lecionou no Instituto de Altos Estudos Militares, da qual foi subdiretor, e diretor do Curso de Defesa Nacional do Instituto da Defesa Nacional. 
Em 1981 a presidência do Conselho de Ministros, que é chefiado pelo Primeiro-Ministro, Francisco Sá Carneiro, publica dois relatórios sobre a descolonização de Timor. O primeiro é o Relatório do Governo de Timor (Período de 13 de novembro de 1974 a 7 de dezembro de 1975) que é da autoria do coronel graduado Mário Lemos Pires, e um segundo que é o Relatório da Comissão de Análise e Esclarecimento do Processo de Descolonização de Timor que é elaborado pelo brigadeiro Francisco A. Riscado, o tenente-coronel Paula Vicente, o major João Goulão de Melo e o capitão-tenente Carlos S.C. Pecorelli. 
Em 1982 foi promovido a major-general e terminou a sua carreira militar como secretário-geral do Centro de Estudos do EuroDefense-Portugal.
Após a carreira militar foi vice-presidente da Associação de Ajuda Fraterna à Ilha de Moçambique e publicou uma obra sobre a sua experiência em Timor-Leste denominada Descolonização de Timor: Missão Impossível?, edição do Círculo de Leitores e da editora D. Quixote, em 1991.
O Bispo Emérito de Díli, Timor-Leste, D. Carlos Filipe Ximenes Belo, considerou no dia 23 de maio de 2009 que o general Mário Lemos Pires "fez tudo ao seu alcance para estabelecer a paz e a concórdia" durante o tempo em que foi governador de Timor-Leste. O Prémio Nobel da Paz presidiu dia 23 de maio à tarde, em Lamego, às cerimónias fúnebres de Mário Lemos Pires, último governador português de Timor-Leste, nascido naquela cidade do norte do distrito de Viseu. "Exerceu apenas um ano de governação na minha pátria, mas fez tudo ao seu alcance para estabelecer a paz e a concórdia entre os timorenses", disse durante a missa de corpo presente.